# Wolf Henzler
Wolf Henzler, född den 5 april 1975 i Nürtingen, är en tysk racerförare.
Henzler hade sina största framgångar med GT-vagnar och vann bland annat en klasseger i Le Mans 24-timmars 2010.